# Пичугин, Иван Яковлевич
Иван Яковлевич Пичугин (1913—1988) — Гвардии капитан Советской Армии, участник Великой Отечественной войны, Герой Советского Союза (1945).

## Биография
Иван Пичугин родился 28 марта 1913 года в селе Сухая Берёзовка (ныне — Бобровский район Воронежской области). После окончания неполной средней школы работал бригадиром трактористов в машинно-тракторной станции. В 1935 году Пичугин был призван на службу в Рабоче-крестьянскую Красную Армию. В 1940 году он окончил Брянское военно-политическое училище. С начала Великой Отечественной войны — на её фронтах. В 1944 году Пичугин окончил Харьковское танковое училище.
К январю 1945 года гвардии капитан Иван Пичугин командовал танковой ротой 3-го танкового батальона 56-й гвардейской танковой бригады 7-го гвардейского танкового корпуса 3-й гвардейской танковой армии 1-го Украинского фронта. Отличился во время боёв в Германии. В январе 1945 года рота Пичугина успешно отражала немецкие танковые и пехотные контратаки в районе деревень Зейбесдорф и Елковице. В тех боях Пичугин со своим экипажем уничтожил 4 танка, 2 артиллерийских орудий, несколько огневых точек и большое количество солдат и офицеров противника, сам был ранен, но продолжал сражаться.
Указом Президиума Верховного Совета СССР от 10 апреля 1945 года гвардии капитан Иван Пичугин был удостоен высокого звания Героя Советского Союза с вручением ордена Ленина и медали «Золотая Звезда».
В декабре 1945 года Пичугин был уволен в запас. Проживал и работал в городе Бобров Воронежской области. Скончался 4 ноября 1988 года, похоронен в Боброве.
Был также награждён орденом Отечественной войны 1-й степени и рядом медалей.